# دو مرد در شهر
دو مرد در شهر (فرانسوی: Deux hommes dans la ville‎) فیلمی در ژانر جنایی، نئو نوآر و درام به کارگردانی ژوزه جووانی است که در سال ۱۹۷۳ منتشر شد.

## بازیگران
- ژان گابن
- میشل بوکه
- میمسی فارمر
- آلن دلون
- ایلاریا اوکینی
- ژرار دوپاردیو
- دومینیک زاردی
- پی‌یر کوله
- مالکا ریبوفسکا
- برنار موسون